# United Launch Alliance
United Launch Alliance (ULA) es un proveedor de servicios de lanzamiento de naves espaciales para el gobierno de los Estados Unidos. Se formó como una empresa conjunta entre Lockheed Martin Space Systems y Boeing Defense, Space & Security en diciembre de 2006 combinando los equipos en las dos compañías. Los clientes de lanzamiento del gobierno de EE. UU. Incluyen el Departamento de Defensa y la NASA, así como otras organizaciones. Con ULA, Lockheed y Boeing mantuvieron el monopolio de los lanzamientos militares durante más de una década hasta que la Fuerza Aérea de EE. UU adjudicara un contrato de satélite GPS a SpaceX en 2016.
ULA brinda servicios de lanzamiento utilizando tres sistemas de lanzamiento desechables: Delta II, Delta IV y Atlas V. Las familias de sistema de lanzamiento de Atlas y Delta se han utilizado durante más de 50 años para transportar una variedad de cargas incluyendo meteorología, telecomunicaciones y satélites de seguridad nacional, como así como misiones de exploración espacial e interplanetaria en apoyo de la investigación científica. ULA también ofrece servicios de lanzamiento para satélites no gubernamentales: Lockheed Martin conserva los derechos para comercializar Atlas comercialmente.
A partir de octubre de 2014, ULA anunció que tenían la intención de llevar a cabo una reestructuración sustancial de la compañía, sus productos y procesos, en los próximos años a fin de reducir los costos de lanzamiento. ULA planea construir un nuevo cohete que será el sucesor del Atlas V, utilizando un nuevo motor de cohete en la primera etapa. En abril de 2015, dieron a conocer el nuevo vehículo como el Vulcan, con el primer vuelo de una nueva primera etapa planificada para no antes de 2020.

## Cohetes
- Atlas V[4]
- Delta IV[5]
- Delta IV Heavy
- Delta II[6]
- Vulcan

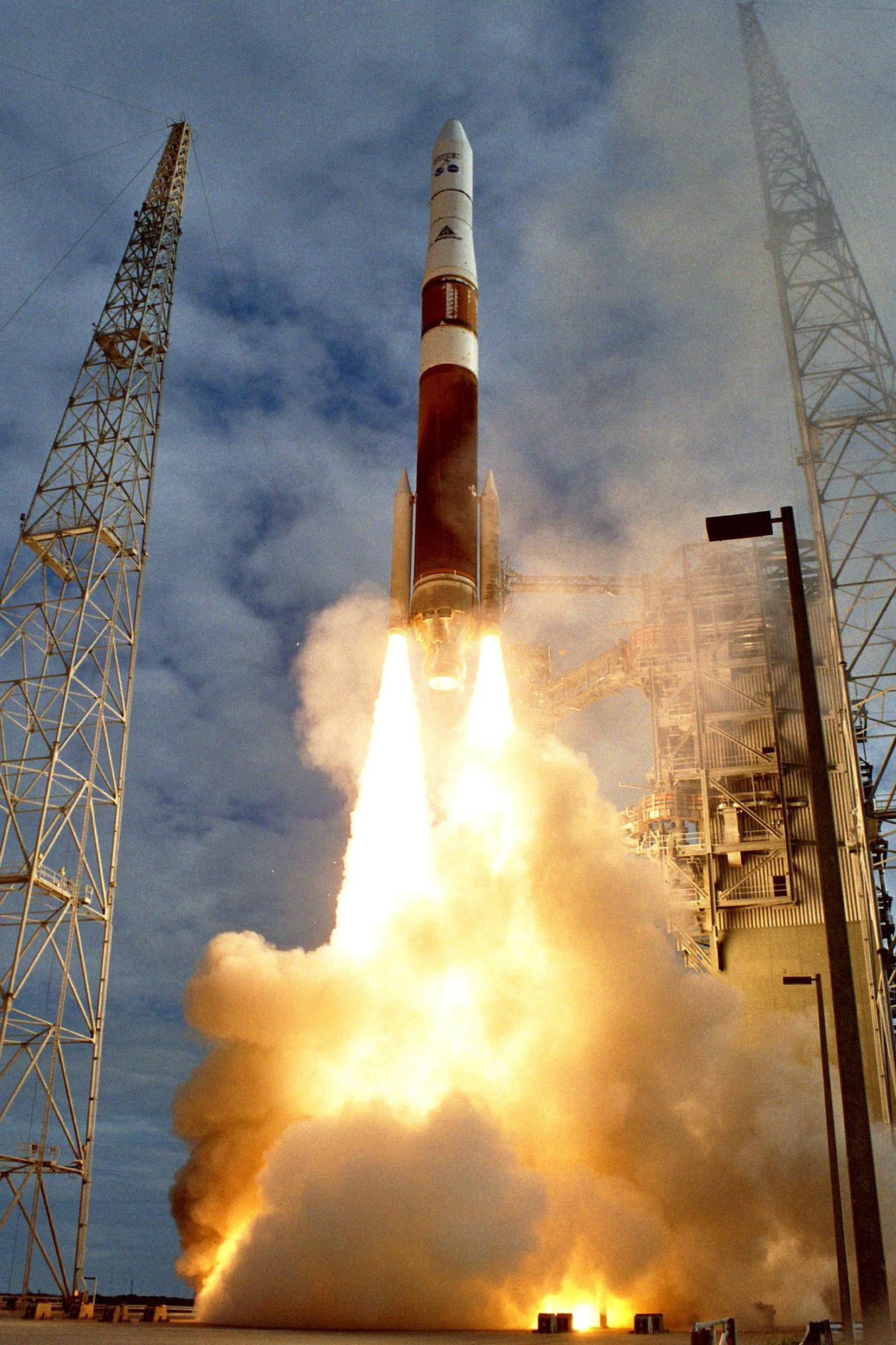
Delta IV
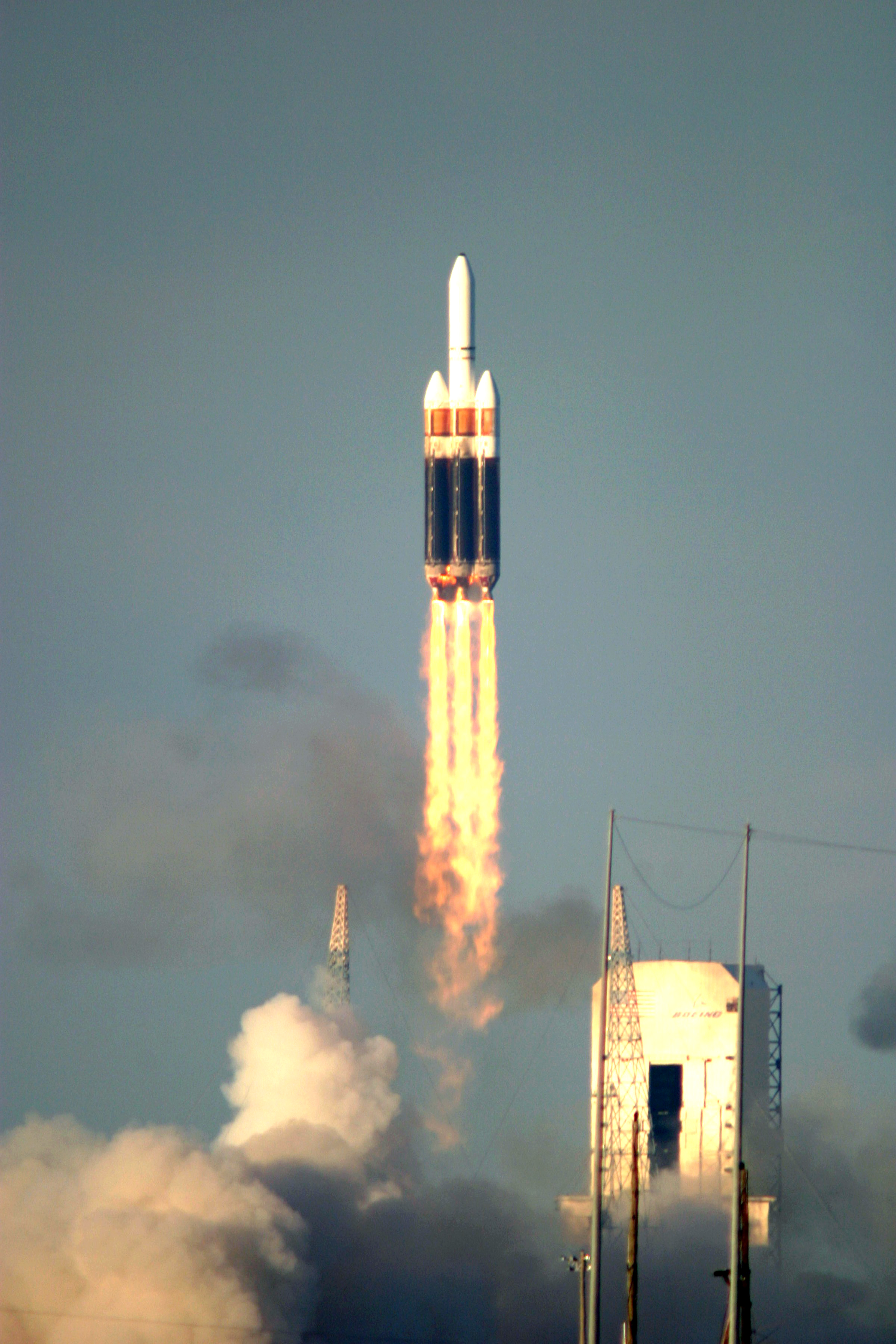
Delta IV Heavy
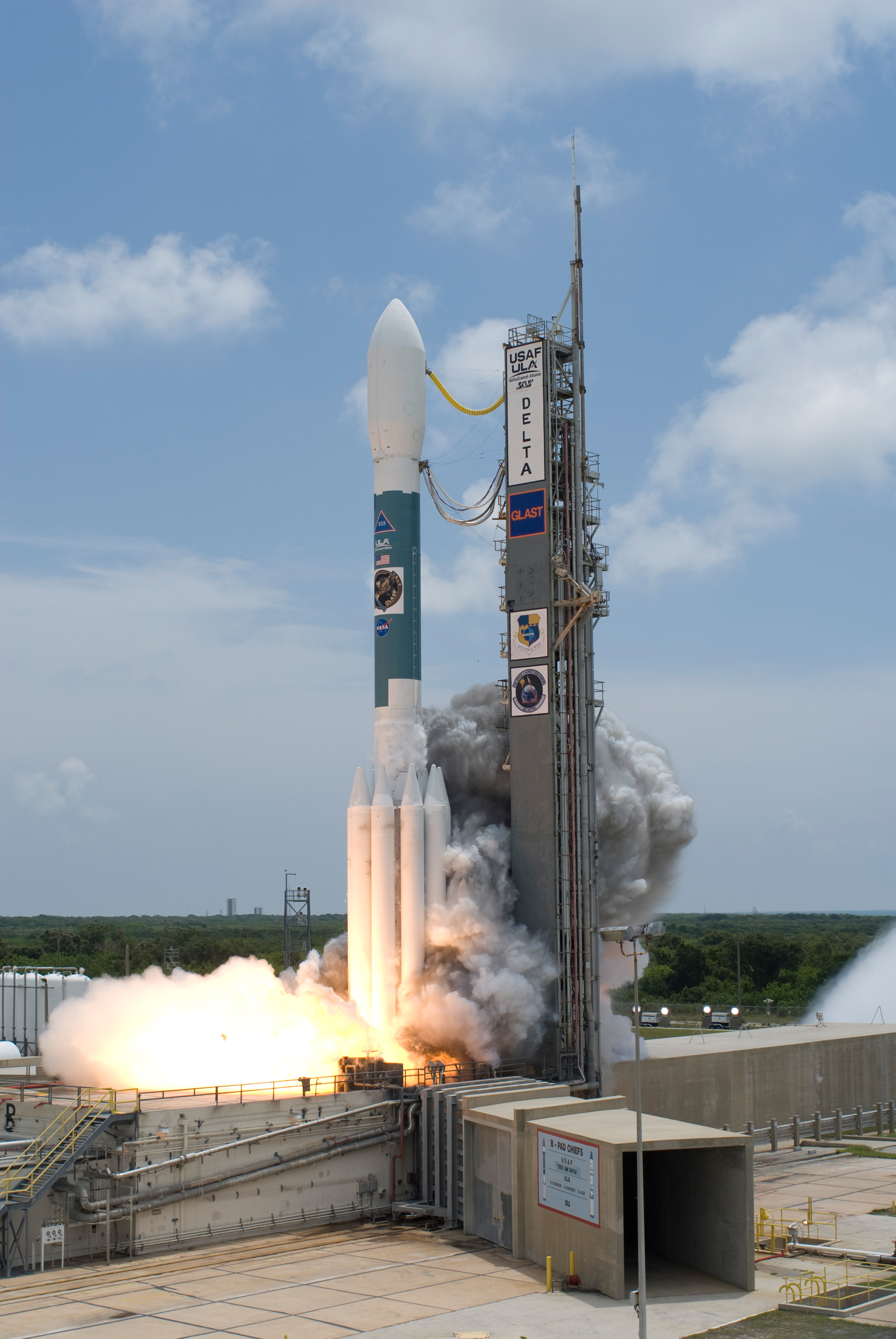
Delta II
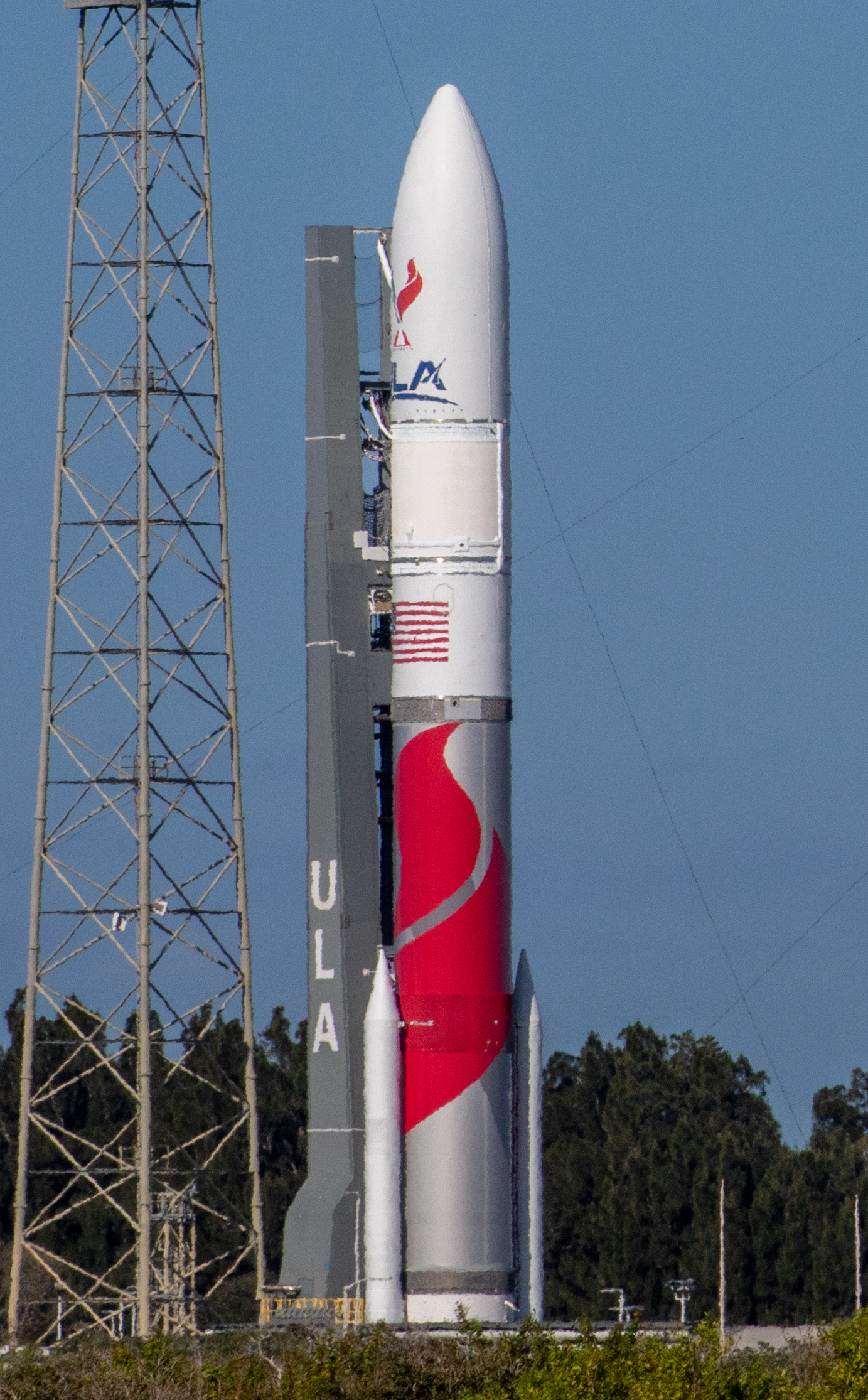
Vulcan

## Controversia
La aparición de competidores con costes de lanzamiento mucho más baratos, como es el caso de SpaceX, junto con los progresivos incrementos en los costes de lanzamiento de la ULA, ha puesto el acento sobre la posible ineficiencia de los lanzamientos de la ULA. En concreto, su competidor, SpaceX, ha estimado en unos 460 millones de dólares el coste de cada lanzamiento de ULA, afirmando que SpaceX podría ofrecer lanzamientos de características similares por solo 90 millones de dólares cada uno. Como respuesta, el anterior director ejecutivo de la ULA, Michael Gass, afirmó que según ellos, el coste actual para lanzamiento es de un promedio de 225 millones de dólares, con lanzamientos futuros en torno a los 100 millones de euros.